# Friedrich Panzer (filolog)
Friedrich Panzer, född den 4 september 1870 i Asch, död den 18 mars 1956 i Heidelberg, var en tysk germanist och sagoforskare.
Panzer, som 1919–1936 var professor vid Heidelbergs universitet, väckte stor uppmärksamhet med en avhandling, Hilde-Gudrun (1901), där han försökte visa att den nordisk-tyska hjältesagan om Hilde och kampen på Hedinsö till stor del utvecklat ur folksagan om Goldener. Andra betydande arbeten av Panzer är Studien zur germanischen Sagengeschichte (2 band, 1910–1912), där han behandlade Beowulf och Sigfried, vilka han försöker härleda ur folksagor. Hans resultat har inte behållit sin aktualitet, men hans undersökningar var grundliga och hans framställningskonst fick inflytande på andra forskare. Ett annat viktigt arbete är Grundzüge der Deutschkunde (2 band, 1925–1929), tillsammans med Walther Hofstaedter.